# RCTV Internacional
A RCTV Internacional (fundada como Radio Caracas Televisión) é uma cadeia de televisão privada que pertence à RCTV Internacional Corporation, empresa fundada em 1982 cujos estúdios e oficinas estão em Miami, EUA. A programação atual da RCTV Internacional se compõe principalmente da Radio Caracas Televisión C.A. cuja sede e oficina se localizam na Rua 5ª Crespo, Caracas, Venezuela. Em 27 de maio de 2007, a RCTV deixou de transmitir seu sinal em TV aberta no canal 2 VHF para todo o país, já que o governo venezuelano decidiu não renovar a concessão de TV da emissora, era até aquela data a emissora era a rede de TV privada mais antiga da Venezuela, ou seja, a RCTV foi a primeira emissora de TV na Venezuela.[carece de fontes?] Em 16 de Julho de 2007, a RCTV iniciou suas transmissões sob o nome de RCTV Internacional e junto com a Meridiano Televisión (canal de esportes) e a GloboVisión (canal de notícias) formar a TV Venezuela que e transmite em tv a cabo pelo canal 103 da DirecTV Venezuela.
Também chamada de "El Canal de Bárcenas", é presidida por Eladio Laréz. Como empresa teve como suas origens na Corporación Radiofónica Venezolana (CORAVEN) e é a pioneira do serviço televisivo privado venezuelano. Junto a outras empresas como a Radio Caracas Radio, Etheron, La Academia de Ciencias, Artes del Cine, la Televisión, Sonográfica, Fonovádeo, Recordland, 92.9 tu FM (rádio) forma parte das Empresas 1BC.
A RCTV foi sucessivamente o primeiro canal na Venezuela a: emitir um programa ao vivo, transmitir informação internacional e transmitir em cores. Há produzido telenovelas venezuelanas mais reconhecidas internacionalmente, como Cristal ou Por Estas Calles, assim como outros programas importantes para a cultura do país, como o programa cômico Radio Rochela, com 48 anos no ar e no Livro dos Recordes como o programa cômico de maior duração.
Em maio 2010, a RCTV começou a programação de radiodifusão para crianças e jovens, para transmitir séries estrangeiras. programas de difusão e com programação de The Observer, The Zone e promoções especiais.

## História
A RCTV foi fundada em 15 de novembro de 1953 por William H. Phelps Jr., na Venezuela foi a terceira emissora que saiu ao ar, inicialmente com o canal 7 (YVKS-TV), começando a transmitir seu sinal pelo canal 2 desde 1954, a primeira emissora de TV venezuelana foi a desaparecida TV estatal TVN-5 (Televisora Nacional YVKA-TV) e a segunda a entrar no ar foi a Televisa Venezuela  (YVLN-TV Canal 4) que na década de 1960 deixaria de transmitir e pouco depois adquirida por Diego Cisneros, quando a RCTV era até o dia 27 de maio de 2007 o canal de TV de maior tradição do país.
O feito que a RCTV começou transmissões oficiais permitiu a família que desfrutasse de partidas de baseball. Além de novelas ao vivo, programas de humor e o primeiro noticiário, "El Observador", o qual esteve no ar desde 16 de novembro de 1953, com a apresentação de Francisco Amado Pernía.
Em 1969, a RCTV foi o primeiro canal de TV venezuelano a transmitir ao vivo a chegada do Homem à Lua. 